# 18 km (rejon briański)
18 km (ros. 18 км) – przystanek kolejowy w miejscowości Piatiletka, w rejonie briańskim, w obwodzie briańskim, w Rosji. Położony jest na linii z Briańska do Homla.